# Huangyuania tibetana
Genre
Espèce
Synonymes
- Cryphoeca tibetana Hu & Li, 1987
- Huangyuania levii Song & Li, 1990
- Agelena triangulata Wang, 1992

Huangyuania tibetana, unique représentant du genre Huangyuania, est une espèce d'araignées aranéomorphes de la famille des Agelenidae.

## Distribution
Cette espèce est endémique de Chine. Elle se rencontre au Xizang et au Qinghai.

## Étymologie
Son nom d'espèce lui a été donné en référence au lieu de sa découverte, le Tibet.

## Publications originales
- Hu & Li, 1987 : The spiders collected from the fields and the forests of Xizang Autonomous Region, China. (II). Agricultural Insects, Spiders, Plant Diseases and Weeds of Xizang, vol. 2, p. 247-353.
- Song & Li, 1990 : A new genus and a new species of the family Agelenidae (Araneae) from China. Sinozoologia, vol. 7, p. 83-86.